# پاینه
شهر پاینه (به آلمانی: Peine) در ایالت نیدرزاکسن در کشور آلمان واقع شده‌است.

## نگارخانه

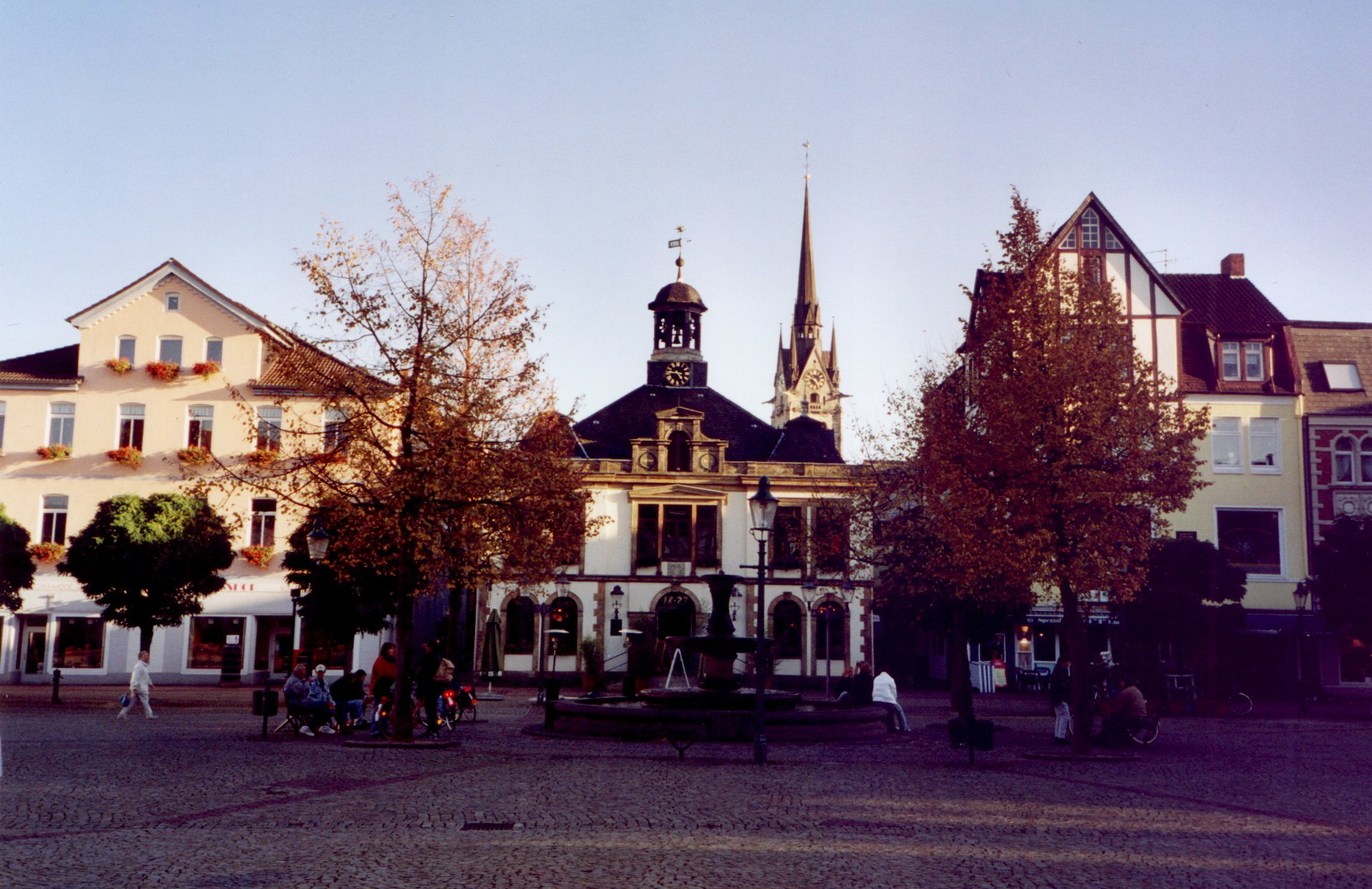
Former City Hall from 1827 on the market square
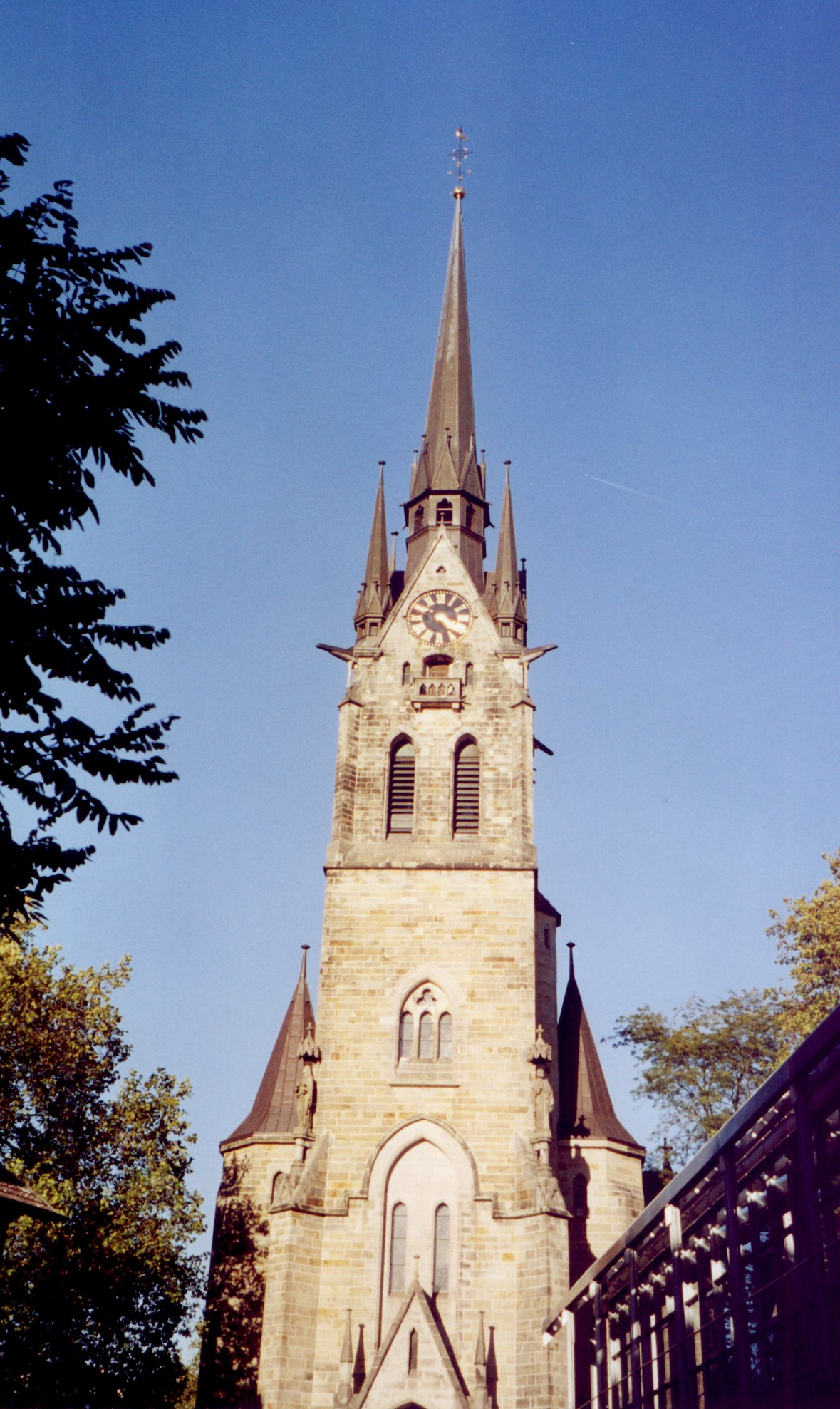
Jakobi-Kirche
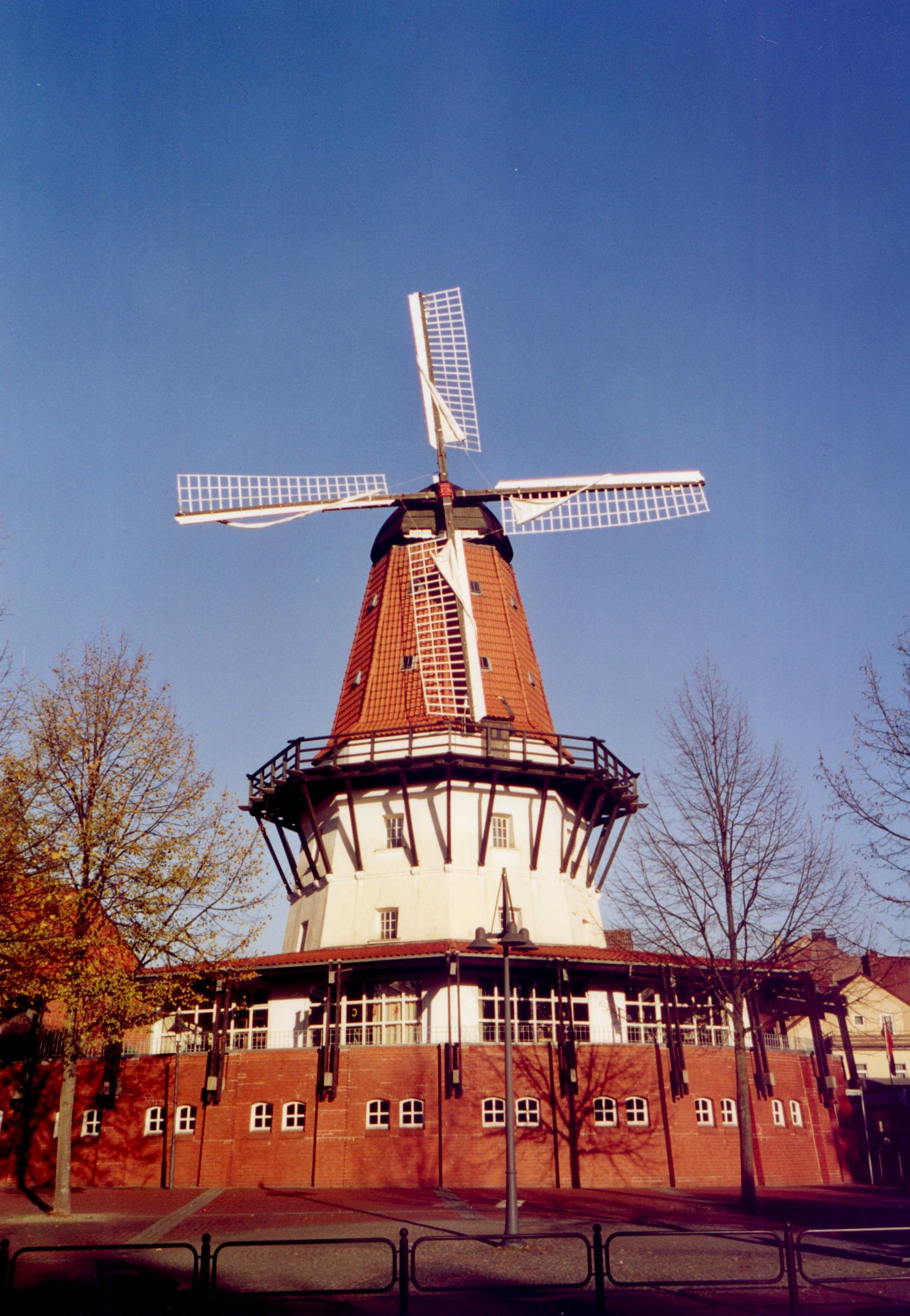
Töpfers Mühle
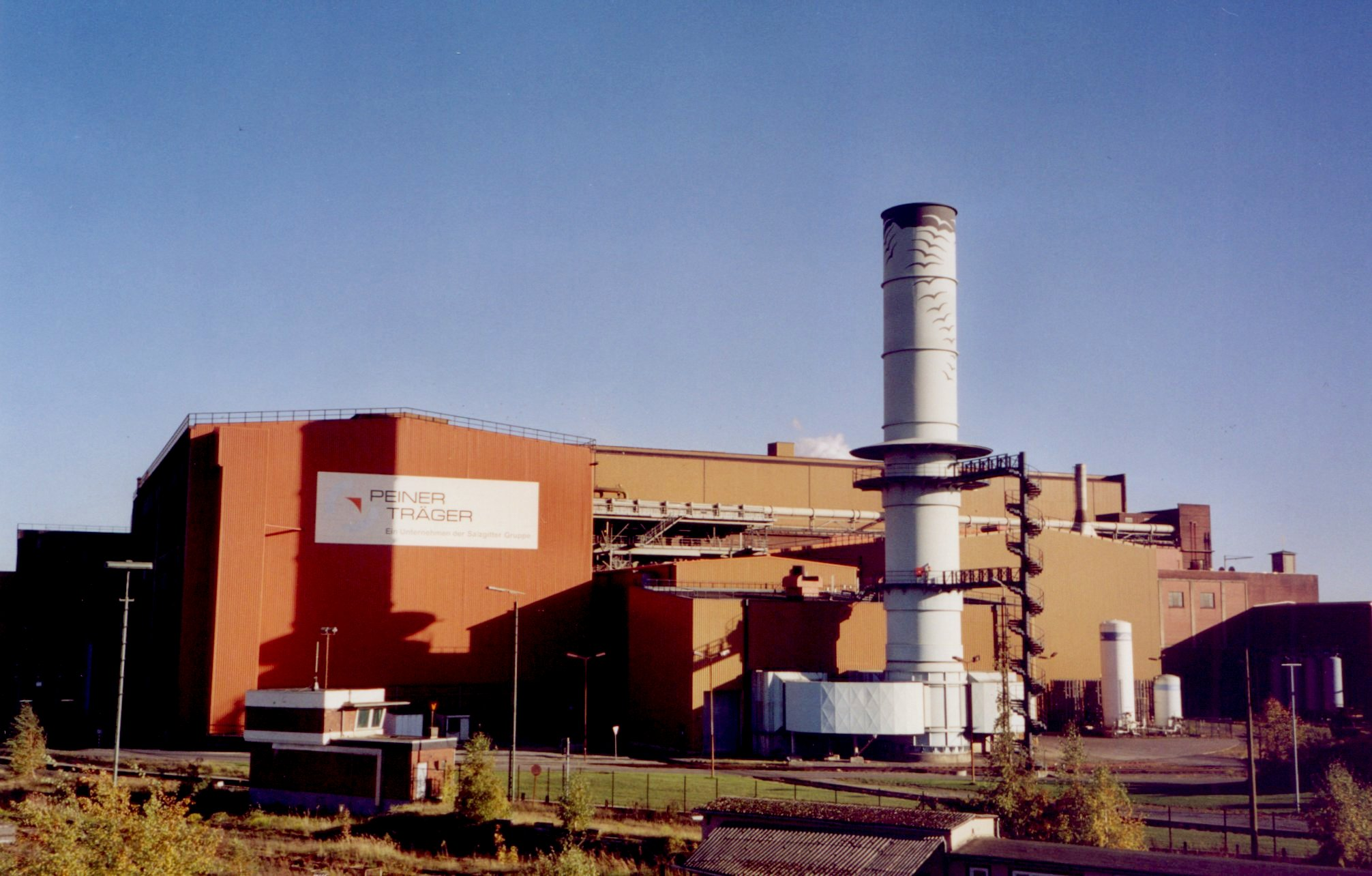
Steel Factory
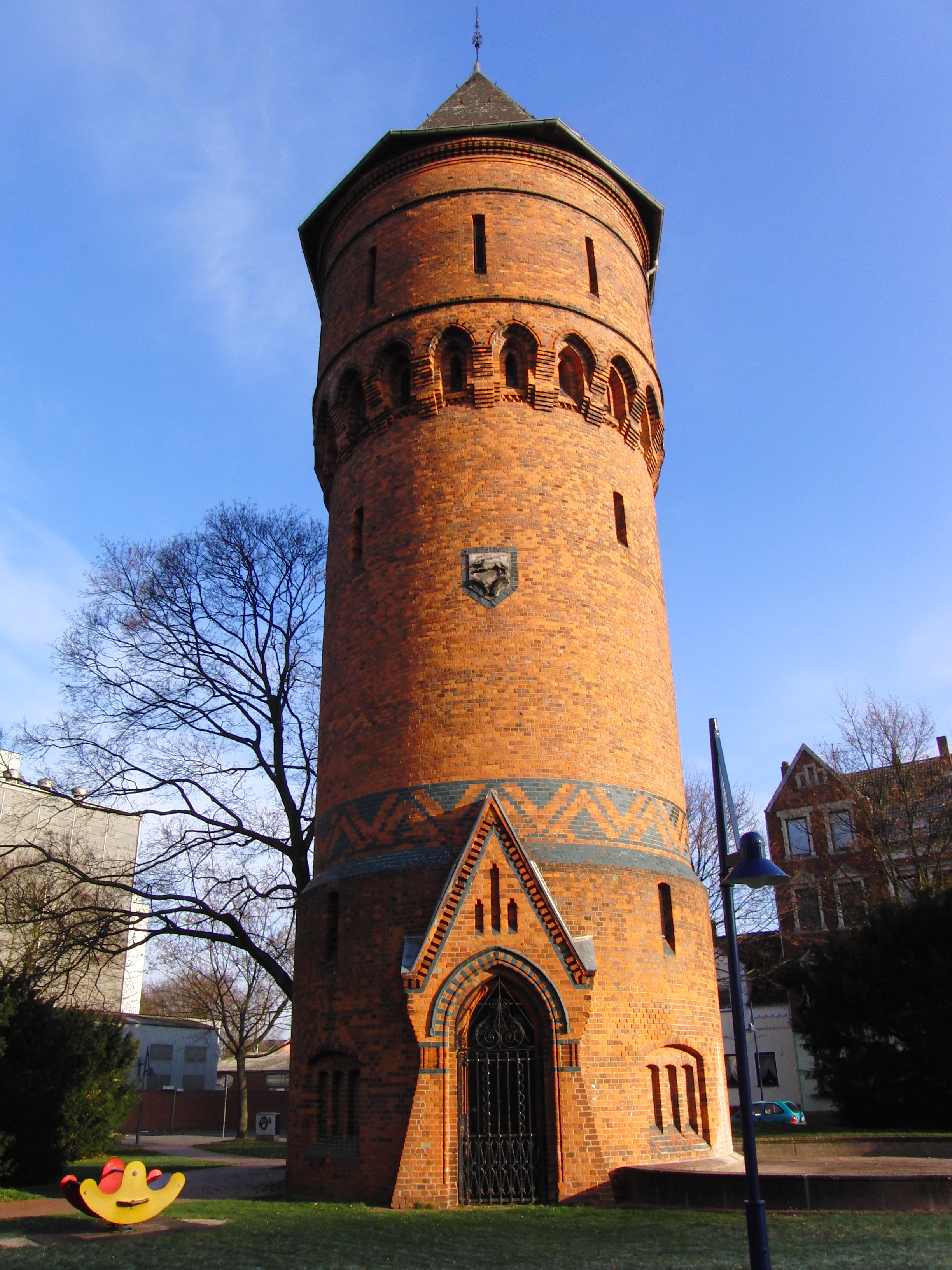
Water Tower in southern Peine
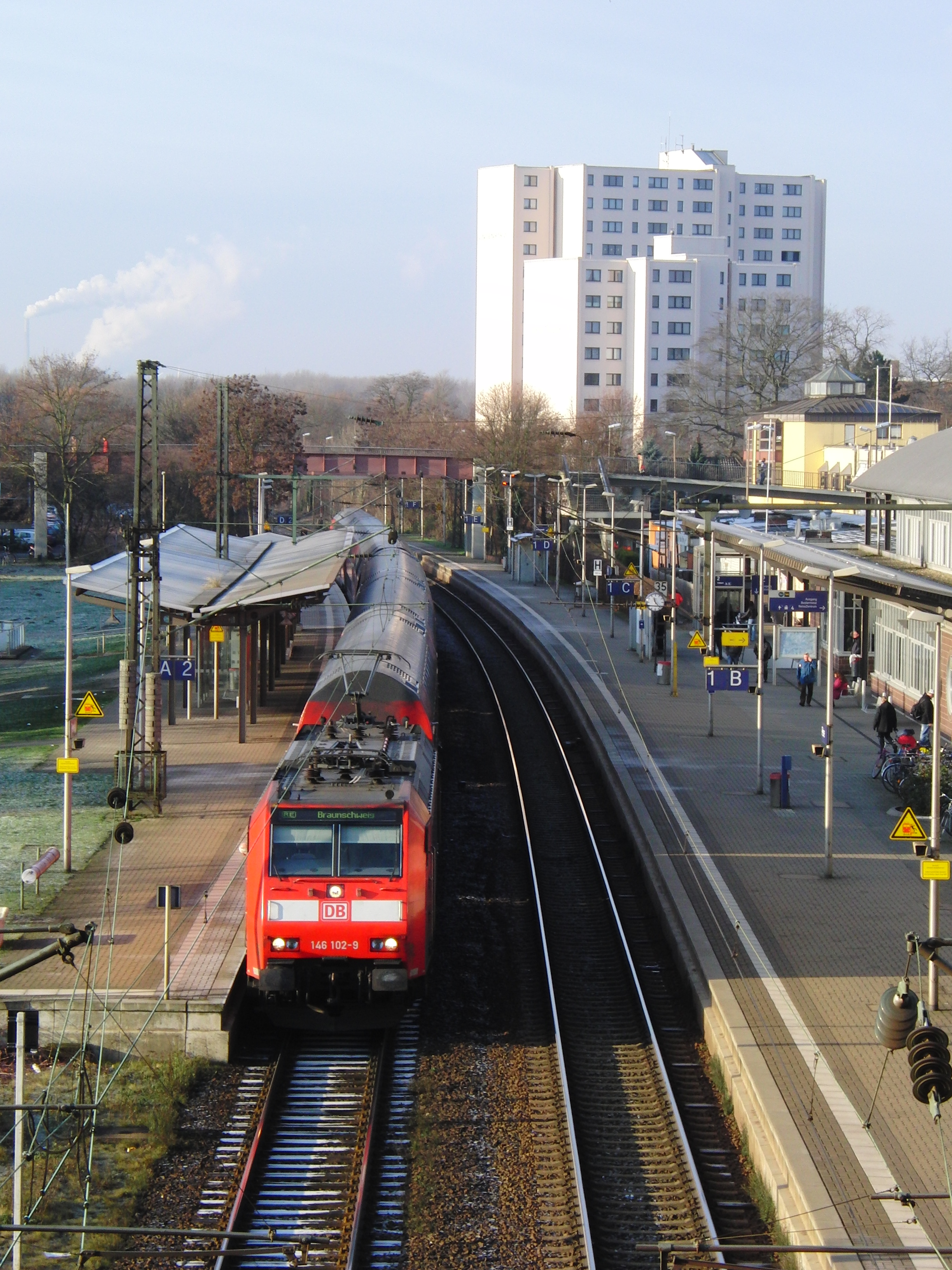
Railway station